# Barahapokhari
Barahapokhari (nep. बराहपोखरी) – gaun wikas samiti we wschodniej części Nepalu w strefie Sagarmatha w dystrykcie Khotang. Według nepalskiego spisu powszechnego z 2001 roku liczył on 691 gospodarstw domowych i 3898 mieszkańców (1988 kobiet i 1910 mężczyzn).